# Terell Parks
Terell Allen Parks (Beloit, Wisconsin, 25 de diciembre de 1991) es un jugador de baloncesto estadounidense que pertenece a la plantilla del Bnei Herzliya de la Ligat ha'Al, la primera categoría del baloncesto israelí. Con 2,04 metros de estatura, juega en la posición de ala-pívot.

## Trayectoria deportiva
Es un jugador formado a caballo entre Iowa Central Community College (2009–2011) y Western Illinois Leathernecks (2011–2013). Tras no ser drafteado en 2013, dio el salto al baloncesto polaco para jugar la Polska Liga Koszykówki en las filas de Kotwica Kołobrzeg.
Más tarde, Allen Parks llegó a Chipre para jugar en Anagennisi Germasogeias en la temporada 2014-15 y en la siguiente en la 1. A slovenska košarkarska liga eslovena en las filas del Šentjur.
En 2016, vuelve a Chipre para jugar con el Keravnos B.C. con el que ganaría la liga chipriota en 2017. Tras dos buenas temporadas en las filas del campeón chipriota, en verano de 2018 firma con el Promitheas Patras B.C. de la A1 Ethniki griega para jugar también Basketball Champions League.